# Tramatza
Tramatza é uma comuna italiana da região da Sardenha, província de Oristano, com cerca de 998 habitantes. Estende-se por uma área de 16 km², tendo uma densidade populacional de 62 hab/km². Faz fronteira com Bauladu, Milis, San Vero Milis, Siamaggiore, Solarussa, Zeddiani.